# Поповка (Зеньковский район)
Попо́вка (укр. Попівка) — село,
Поповский сельский совет,
Зеньковский район,
Полтавская область,
Украина.
Код КОАТУУ — 5321384801. Население по переписи 2001 года составляло 864 человека.
Является административным центром Поповского сельского совета, в который, кроме того, входят сёла
Бухаловка,
Винтенцы,
Деряги,
Заиченцы,
Киряково,
Устименки и
Корещина.

## Географическое положение
Село Поповка примыкает к пгт Опошня и селу Малые Будища.
По селу протекает пересыхающий ручей с запрудой.
Рядом проходят автомобильные дороги Т-1706, Т-1710 и Р-42.

## История
Преображенская церковь известна с 1724 года.
Георгиевская церковь. Первое упоминание — 1754 год.

## Экономика
- Птице-товарная и свино-товарная фермы.

## Известные люди
В селе родились Герои Советского Союза Василий Рева и Алексей Рокитянский.